# گمینا دویته
گمینا دویته (به لهستانی:  Gmina Dywity) یک گمینا در لهستان است که در شهرستان اولشتین واقع شده‌است. گمینا دویته ۱۶۰٫۶۸ کیلومتر مربع مساحت و ۹٬۱۴۸ نفر جمعیت دارد.